# Ефремов, Илиян
Илиян Ананиев Ефремов (болг. Илиян Ананиев Ефремов; род. 2 августа 1970, София) — болгарский легкоатлет, специалист по прыжкам с шестом. Выступал за сборную Болгарии по лёгкой атлетике в 1988—2008 годах, чемпион Балкан, многократный чемпион Болгарии, призёр ряда крупных международных турниров, участник трёх летних Олимпийских игр.

## Биография
Илиян Ефремов родился 2 августа 1970 года в Софии, Болгария.
Впервые заявил о себе на международном уровне в сезоне 1988 года, когда вошёл в состав болгарской сборной и выступил на юниорском мировом первенстве в Садбери, где в зачёте прыжков с шестом закрыл десятку сильнейших.
В 1989 году в той же дисциплине стал десятым на юниорском европейском первенстве в Вараждине.
В 1992 году выиграл серебряную медаль на домашних Балканских играх в Софии.
В 1996 году среди прочего победил на чемпионате Балкан в Нисе.
В 1997 году был лучшим на чемпионате Балкан в Афинах, выступил на чемпионате мира в Афинах.
В 1998 году стал седьмым на чемпионате Европы в помещении в Валенсии, тогда как на домашнем турнире в Софии установил свой личный рекорд в прыжках с шестом на открытом стадионе — 5,70 метра.
Выполнив олимпийский квалификационный норматив, в 2000 году удостоился права защищать честь страны на летних Олимпийских играх в Сиднее — на предварительном квалификационном этапе взял высоту в 5,55 метра, чего оказалось недостаточно для выхода в финал.
В 2002 году прыгал с шестом на чемпионате Европы в помещении в Вене и на чемпионате Европы в Мюнхене.
В 2003 году отметился выступлением на чемпионате мира в Париже.
В 2004 году на турнире в Софии установил личный рекорд в прыжках с шестом в помещении — 5,73	метра. Участвовал в чемпионате мира в помещении в Будапеште и в Олимпийских играх в Афинах — на Олимпиаде провалил все три попытки, не показав никакого результата.
В 2005 году прыгал с шестом на чемпионате Европы в помещении в Мадриде.
На чемпионате Европы 2006 года в Гётеборге вышел в финал и занял итоговое 13-е место.
В 2007 году среди прочего соревновался на чемпионате Европы в помещении в Бирмингеме.
Принимал участие в Олимпийских играх 2008 года в Пекине — на предварительном квалификационном этапе прыжков с шестом трижды потерпел неудачу с планкой в 5,15 метра и выбыл из борьбы за выход в финал. По окончании этого сезона завершил спортивную карьеру.